# Mawiza
Mawiza es una banda mapuche de metal que fusiona su música con la cultura de su pueblo, interpretando sus canciones íntegramente en mapudungún, la lengua ancestral mapuche. Con una propuesta única dentro de la escena del metal, su música busca visibilizar la historia y cosmovisión mapuche a través de una identidad sonora propia.
A lo largo de su trayectoria, la banda ha recibido reconocimiento tanto a nivel nacional como internacional. En 2020, su álbum Kollong fue galardonado con el Premio Pulsar en la categoría de Mejor Artista de Metal, destacándose como un hito en la escena musical chilena. Además, han compartido escenario con importantes bandas como Gojira y Mastodon, consolidando su presencia en la escena del metal extremo.

## Historia

### Formación y primeros años (2014–2019)
La agrupación se formó en 2014 bajo el nombre de Nunca Seremos Dichosos en Chile. Desde sus inicios, su propuesta musical combinó el metal con elementos del folclore indígena y latinoamericano, adoptando un estilo que denominaron metal de raíz.
En sus primeros años, la banda comenzó a presentarse en diversos escenarios nacionales e internacionales. En 2016, lograron reconocimiento al ganar el primer lugar en el concurso Talento Crudo, evento que reunió a 40 de las mejores bandas emergentes de Chile. Dicho reconocimiento les permitió formar parte de importantes festivales en 2017, como el Rockódromo en la ciudad de Valparaíso (Chile), y Unirock Alternativo en Cali (Colombia). Ese mismo año lanzaron su primer álbum, Tierra, compuesto por nueve canciones con una fuerte carga identitaria y social, dirigido especialmente al público latinoamericano.
En 2019, estrenaron el sencillo Mawiza Ñi Piwke (Corazón del bosque), que se convirtió en el primer videoclip de metal raíz en mapudungún. Este trabajo fue un adelanto de su segundo álbum, Kollong, producido por Pepe Lastarria y Pancho Arenas, lanzado en agosto de ese mismo año.

### Kollong, evolución y consolidación (2020–actualidad)
Tras algunos cambios en su formación, la banda adoptó el nombre de Mawiza y decidió cantar exclusivamente en mapuzungún, reforzando su compromiso con la identidad mapuche.
El propósito de la banda ha sido honrar sus raíces ancestrales, dar a conocer la historia y cultura mapuche, mantener vivas sus tradiciones y, al mismo tiempo, transmitir el espíritu de resistencia de su pueblo. 

## Discografía
- 2017: Tierra (como Nunca Seremos Dichosos)
- 2019: Kollong

## Premios y nominaciones
| Año  | Trabajo nominado | Premio         | Categoría             | Resultado |
| ---- | ---------------- | -------------- | --------------------- | --------- |
| 2020 | Kollong          | Premios Pulsar | Mejor Artista del Año | Nominado  |
| 2020 | Kollong          | Premios Pulsar | Mejor Artista Metal   | Ganador   |